# Осма костурска дружина
Осма костурска дружина е военна част от Македоно-одринското опълчение. Формирана е на 15 октомври 1912 година в Княжево от варненските македоно-одрински доброволци под командването на капитан Стоян Величков и подпоручик Христо Трайков. На 18 октомври 1912 година 4-та рота е прехвърлена в състава на 11-а сярска дружина, а на нейно място е зачислен партизанският отряд на подпоручик Димо Аянов. Дружината е разформирана на 18 септември 1913 година.

## Команден състав
- Командир на дружината: Капитан Георги Каназирски
- Адютант: Милан Грашев
- 1-ва рота: Подпоручик Никола Драганов
- 2-ра рота: Подпоручик Михаил Радев
- 3-та рота: Подпоручикъ Димитър Николов
- Нестроева рота: Подпоручик Иван Досев Иванов†
- Завеждащ прехраната: Старши подофицер Никола Фудулов
- Ковчежник: Димитър Попов[2]

## Известни доброволци
- Георги Василев
- Георги Райков
- Донка Ушлинова
- Мойсо Арсов
- Стоян Камилски

## Боен път
Капитан Никола Парапанов е командир на дружината в боевете при Шаркьой, след което е назначен за командир на 15-а щипска дружина.